# Кхалиаджури (подокруг)
Кхалиаджури (бенг. খালিয়াজুড়ি, англ. Khaliajuri) — подокруг на северо-востоке Бангладеш в составе округа Нетрокона. Образован в 1906 году. Административный центр — город Кхалиаджури. Площадь подокруга — 297,64 км². По данным переписи 1991 года численность населения подокруга составляла 75 801 человек. Плотность населения равнялась 255 чел. на 1 км². Уровень грамотности населения составлял 21,5 %. Религиозный состав: мусульмане — 55,87 %, индуисты — 43,95 %, христиане — 0,03 %, прочие — 0,15 %.

## Gallery

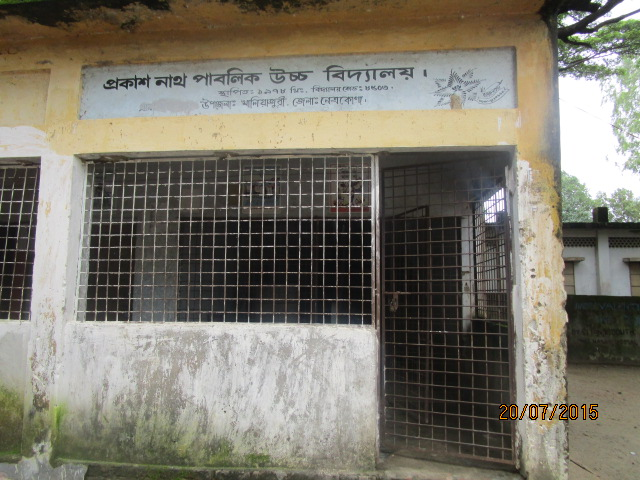
Средняя школа «Пракаш Натх»